# Ivan Jdanov
Pour les articles homonymes, voir Jdanov.
 (mai 2021).
Si vous disposez d'ouvrages ou d'articles de référence ou si vous connaissez des sites web de qualité traitant du thème abordé ici, merci de compléter l'article en donnant les références utiles à sa vérifiabilité et en les liant à la section « Notes et références ».
Ivan Iourievitch Jdanov (en russe : Иван Юрьевич Жданов), né le 17 août 1988 à Moscou est un juriste et homme politique russe, directeur de la Fondation anti-corruption.

## Biographie
Ivan Jdanov poursuit ses études à l'université d'État de droit de Moscou (ru) à partir de 2005 et obtient son diplôme en 2010. Il continue ses études jusqu'en 2013.
Après des stages au Service fédéral antimonopole et à la Douma en 2011-2013, il ouvre son propre cabinet juridique et dirige la branche régionale du parti politique « Alliance populaire » dans le district autonome des Nenets.
En 2014, il commence à travailler à la Fondation anti-corruption (FBK) en tant que juriste, puis devient le chef du département juridique de la FBK.
Pendant la campagne électorale à Novossibirsk en 2015, une procédure pénale est ouverte contre Ivan Jdanov en vertu de l'article 142 du Code pénal de la fédération de Russie pour « falsification de documents électoraux, de documents de référendum ».
En 2016, il est candidat au Conseil des députés de Barvikha. Pendant la campagne préélectorale, une procédure pénale est ouverte contre Ivan Jdanov pour évasion présumée du service militaire (partie 1 de l'article 328 du Code pénal de Russie), et des perquisitions sont menées dans son appartement. Par la suite, les élections sont annulées par la Commission électorale centrale de la fédération de Russie (CEC) ; les représentants de la FBK lient l'annulation des élections aux plaintes qu'ils ont déposées concernant le vote anticipé, mais le chef de la CEC déclare que les élections avaient été annulées pour des raisons totalement différentes.

### Campagne présidentielle de Navalny en 2018
En 2017-2018, Jdanov participe à la campagne électorale pour l'admission à l'élection présidentielle d'Alexeï Navalny. Plusieurs fois pendant la campagne, il défend devant le tribunal le directeur de la campagne électorale de Navalny, Leonid Volkov, accusé de prétendues violations répétées des procédures d'organisation d'événements publics.
Du 19 mai 2018 au 28 mars 2019, il est le secrétaire du Conseil central de la Russie de l'avenir, parti politique de Navalny que les autorités se refusent d'enregistrer.
Le 24 mai 2018, il est placé en détention à Moscou, soupçonné d'avoir violé les règles d'organisation ou de tenue d'un rassemblement le 5 mai. Il risque 10 jours de détention administrative. Finalement, le tribunal le condamne à une amende de 20 000 roubles.
Le 25 octobre, Ivan Jdanov est de nouveau  placé en détention à Moscou. Le 27 octobre, le tribunal lui inflige une amende de 250 mille roubles pour avoir participé à la retransmission en ligne de manifestations contre le relèvement de l'âge de la retraite le 9 septembre.
En décembre 2018, il est nommé directeur de la Fondation anti-corruption. Viatcheslav Guimadi lui succède comme chef du département juridique.

### Élection à la Douma municipale de Moscou en 2019
Afin de participer aux élections, l'équipe de Jdanov récolte environ 5700 signatures d'électeurs dans la huitième circonscription de Moscou. La commission électorale juge que 1180 de ces signatures ne sont pas recevables et refuse d'enregistrer sa candidature. Jdanov et d'autres candidats indépendants rejetés pour le même motif estiment que le refus est infondé et vise à empêcher l'opposition à participer au scrutin. Au cours des manifestations de l'été 2019, Ivan Jdanov est plusieurs fois détenu par les autorités et écope de 15 jours de détention administrative. Malgré ses plaintes et une grève de la faim Jdanov ne peut participer à l'élection.

### Exil
Fin 2019 Ivan Jdanov quitte la Russie pour s'installer en Lituanie et échapper aux poursuites judiciaires le visant. 
Le 11 juin 2021, les autorités russes annoncent que Jdanov est recherché au niveau fédéral.
En août 2021, le Comité d'enquête de la fédération de Russie ouvre une enquête contre Jdanov et Leonid Volkov (lui aussi en exil) pour financement d'une « organisation extrémiste ». Il est reproché à Jdanov et Volkov d'avoir continué à recolter de l'argent pour la FBK alors que la FBK avait été déclarée « organisation extrémiste » par l'État. La peine maximale encourue pour ce délit est de huit ans.
En janvier 2022, Rosfinmonitoring (en), l'organisme fédéral russe chargé de surveiller les transactions financières, rajoute Jdanov et une dizaine de membres de la FBK dont Navalny, Volkov et Lioubov Sobol à la liste des personnalités « terroristes et extrémistes »,.